# Els destins sentimentals
Els destins sentimentals  (títol original: Les Destinées sentimentals) és una pel·lícula francesa d'Olivier Assayas estrenada el 2000. Ha estat doblada al català. Va participar en el Festival de Canes 2000.

## Argument
Pauline i Jean es coneixen en un ball en la comuna de Bazac, en el departament de Charente, on s'enamoren. La noia té vint anys, i ell és un pastor protestant, pare de família i resignat al seu fracàs matrimonial. La seva relació els enfrontarà amb l'ambient purità que els envolta.

## Repartiment
- Emmanuelle Béart: Pauline Pommerel
- Charles Berling: Jean Barnery
- Isabelle Huppert: Nathalie Barnery
- Olivier Perrier: Philippe Pommerel
- Dominique Reymond: Julie Desca
- André Marcon: Paul Desca
- Alexandra London: Louise Desca
- Julie Depardieu: Marcelle

## Premis
- 2000: Festival de Cannes: Nominada a la Palma d'Or (millor pel·lícula)
- 2000: Premis Cèsar: 4 nominacions (César al millor actor, César a la millor actriu, César a la millor fotografia, César al millor decorat)